# Wolfgang van Hessen
Wolfgang Moritz prins van Hessen (Rumpenheim, 6 november 1896 - Kronberg, 12 juli 1989) was een Duitse prins uit het huis Hessen-Kassel. Hij was de vierde zoon van Frederik Karel van Hessen en Margaretha van Pruisen. 
Toen Wolfgangs vader in 1918 de Finse koningskroon kreeg aangeboden, koos deze zijn zoon Wolfgang uit om als kroonprins mee te gaan naar Finland. De twee oudste broers van Wolfgang waren tijdens de Eerste Wereldoorlog gesneuveld en Wolfgangs iets oudere tweelingbroer Filips was door zijn vader uitgekozen om de Hessische familiebelangen te blijven behartigen. Het koninklijke avontuur van Wolfgangs vader duurde maar twee maanden. Niettemin zou Wolfgang de rest van zijn leven Fins troonpretendent blijven.
Op 17 september 1924 trad hij in het huwelijk met Marie van Baden, dochter van Max van Baden en Marie Louise van Hannover-Cumberland. Het paar kreeg geen kinderen en Marie kwam in januari 1944 om bij geallieerde bombardementen op Frankfurt. Wolfgang hertrouwde hierna morganatisch met Ottilie Möller (1903-1991). Dit huwelijk bleef eveneens kinderloos. Van 1933 tot 1945 regeerde Wolfgang als Landraad over het district Obertaunus. Een betrekking waar hij - hoewel geen lid van de NSDAP, door Hermann Göring aan geholpen was. Na de oorlog trad Wolfgang op als leider van de zogenaamde Hessische Hausstiftung, waar het familiebezit in was onder gebracht. 
Aangezien Wolfgang geen kinderen had, adopteerde hij Karl, de oudste zoon van zijn broer Christoffel, die in de Tweede Wereldoorlog was gesneuveld.
Toen hij overleed was hij het laatste achterkleinkind van koningin Victoria dat nog tijdens haar leven werd geboren.